# Marshall Zelaznik
Marshall Zelaznik é um executivo da indústria esportiva americana e atual CEO da promoção de kickboxing GLORY.
Tendo iniciado sua carreira como advogado, Zelaznik eventualmente se tornou vice-presidente de programação do provedor de televisão pay-per-view iN DEMAND antes de aceitar uma oferta para uma função executiva no Ultimate Fighting Championship (UFC).

## Biografia
Em seus dez anos como vice-presidente executivo e diretor de conteúdo do UFC, Zelaznik supervisionou os negócios digitais e de pay-per-view da organização e também foi responsável por expandir a presença da organização em mercados fora dos Estados Unidos. Durante sua gestão, o UFC abriu mercados no Reino Unido, Brasil, Irlanda, Alemanha, Suécia, México, Emirados Árabes Unidos, Japão, Coreia, Filipinas e México.
Zelaznik criou a plataforma de streaming digital interna do UFC, Fight Pass, que a Inc. credita por "ajudar a transformar o negócio de conteúdo do UFC em uma das propriedades esportivas mais amplamente disponíveis no mundo". O UFC posteriormente alcançou uma avaliação de US$ 4,025 bilhões - a maior aquisição da indústria esportiva de todos os tempos, de acordo com o New York Times - quando foi vendida pela Zuffa LLC para Endeavor.
Após a aquisição da Zuffa LLC, Zelaznik foi dispensado pelos novos proprietários e substituído por seus próprios funcionários.
Zelaznik posteriormente aceitou o cargo de diretor executivo da organização de kickboxing GLORY. Em 14 de março de 2020, e-mails internos da Glory anunciaram que Zelaznik havia renunciado à Glory.[carece de fontes?]
Em junho de 2020, Zelaznik ingressou na Vindex, LLC como CEO da Esports Engine.
Zelaznik voltou a integrar a GLORY como CEO em 18 de março de 2024.